# Еддо-Елефант (національний парк)
Національний парк слонів Еддо-Елефант — є одним із 20 національних парків країни. Зараз він займає третє місце за розміром після Національного парку Крюгера та Транскордонного парку Кгалагаді.
Парк заснований в 1931 році, частково завдяки зусиллям Сіднея Скайфа , щоб забезпечити притулок для одинадцяти слонів, що залишилися в цьому районі. Парк виявився дуже успішним і на даний момент в ньому проживає понад 600 слонів та багато інших ссавців.
Парк пережив кілька розширень території, і зараз включає природний заповідник Вуді-Кейп, який простягається від гирла річки Сандейс до Александрії, і морський заповідник, який включає острів Сент-Круа та острів Берд, обидва місця розмноження олуш і пінгвінів, а також великої кількості інших морських мешканців. Пташиний острів (острів Берд) є домом для найбільшої у світі гніздової колонії олуш (близько 120 000 птахів), а також є другою за величиною колонією для розмноження африканських пінгвінів, найбільшою колонією для розмноження пінгвінів є острів Сен-Круа. Ці морські території є частиною плану розширення Національного парку слонів Аддо, який  з часом має трасформуватися в Національний парк слонів Великого Аддо з площею 3600 км². Розширений парк міститиме п’ять із семи основних рослинних зон Південної Африки. Парк є єдиним парком, де можна зустріти «Велику 7» Африки (слона, носорога, лева, буйвола, леопарда, кита та велику білу акулу) у їхньому природному середовищі існування.

## Флора і фауна

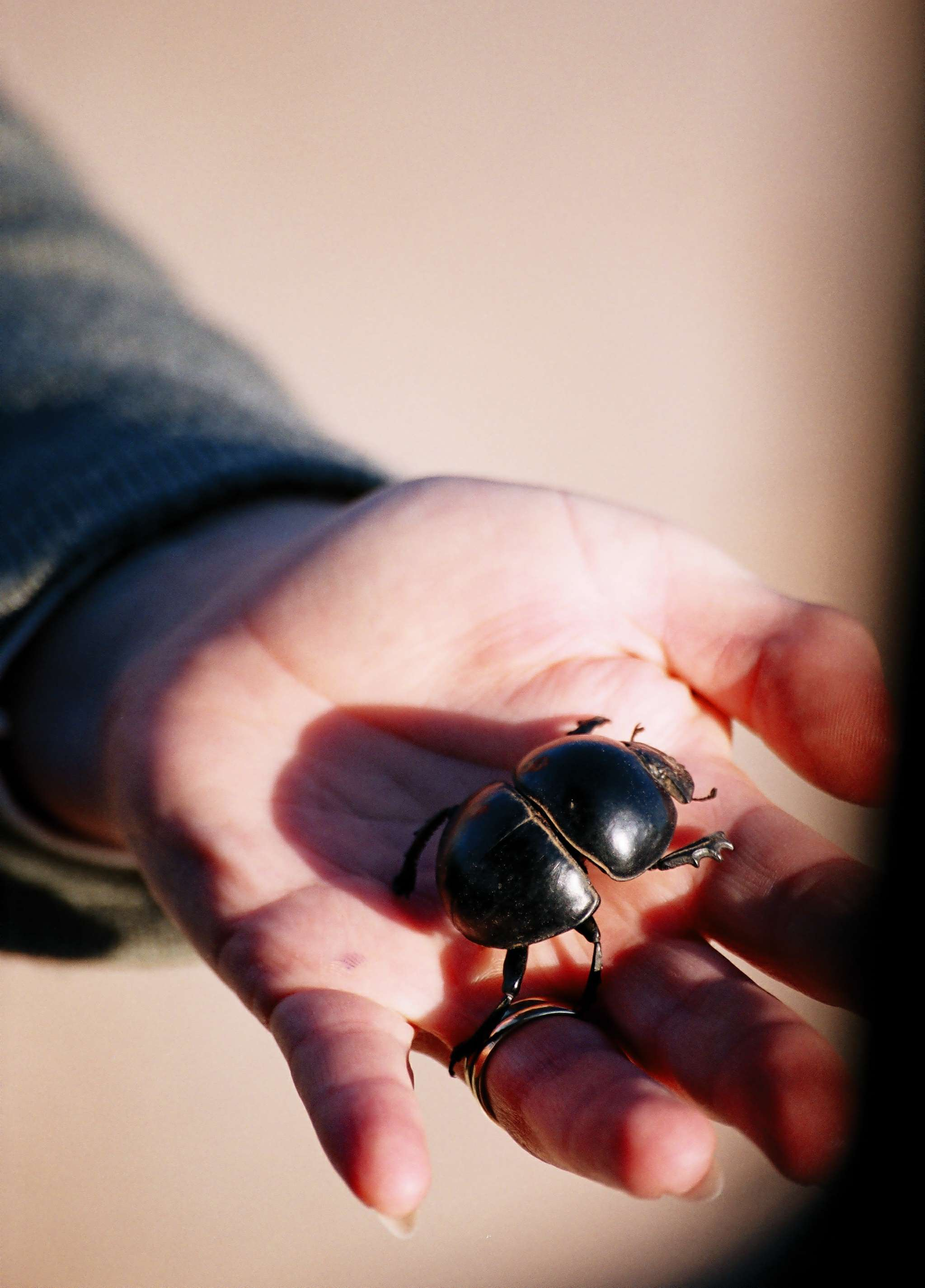
Нелітаючий жук-гнойовик

Флора в межах парку досить різноманітна і, є центральним чинником екологічної системи. Декілька видів рідкісних та ендемічних рослин, зокрема сукулентні чагарники та геофіти, поширені в регіоні Південної Африки в межах парку.
У парку мешкає понад 600 слонів, 400 капських буйволів, понад 48 південно-західних чорних носорогів (Diceros bicornis occidentalis), що знаходяться під загрозою зникнення, а також різноманітні види антилоп. Лев і плямиста гієна також нещодавно знову були інтродуковані в цей район. Найбільша збережена популяція нелітаючих гнойових жуків (Circellium bacchus) знаходиться на території парку.
Дві основні екологічні проблеми, з якими стикається парк Еддо: вимирання та перенаселення. Оскільки первісна місія парку полягає у повторній інтродукції певних травоїдних тварин, таких як слон і східний чорний носоріг, основні екологічні зусилля були зроблені для збереження видів ссавців. Однак, при цьому не зверталася увага на інших учасників цього екологічного ланцюга. Деякі види рослин були піддані ризику через надмірне випасання та витоптуванню, переважно слонами парку. Деякі біологи стверджують, що не лише травоїдні тварини загрожують флорі парку, а і низка інших екологічних факторів, включаючи зоохорію та кругообіг поживних речовин. До 77 видів південноафриканських ендемічних видів рослин було внесено до списку вразливих в парку.

## Туризм
У 2018 році було зареєстровано найбільшу кількість відвідувачів за 87-річну історію парку. З 1 квітня 2017 року по 31 березня 2018 року парк відвідало 305 510 відвідувачів (у порівнянні з 265 585 у попередньому році). Іноземні відвідувачі становлять 55%, причому більшість це громадяни Німеччини, Нідерландів та Великобританії.
В парку є головний табір із басейном, рестораном, освітленою водоймою та різноманітними типами розміщення, чотири інші табори відпочинку та чотири табори, якими керують концесіонери. Головний вхід, а також дві туристичні дороги в парку асфальтовані, а інші посипані гравієм. Існує також додаткова під'їзна дорога через південний блок парку, від шосе N2 поблизу Колчестера; вона з'єднується з існуючими туристичними дорогами в парку.

## Галерея

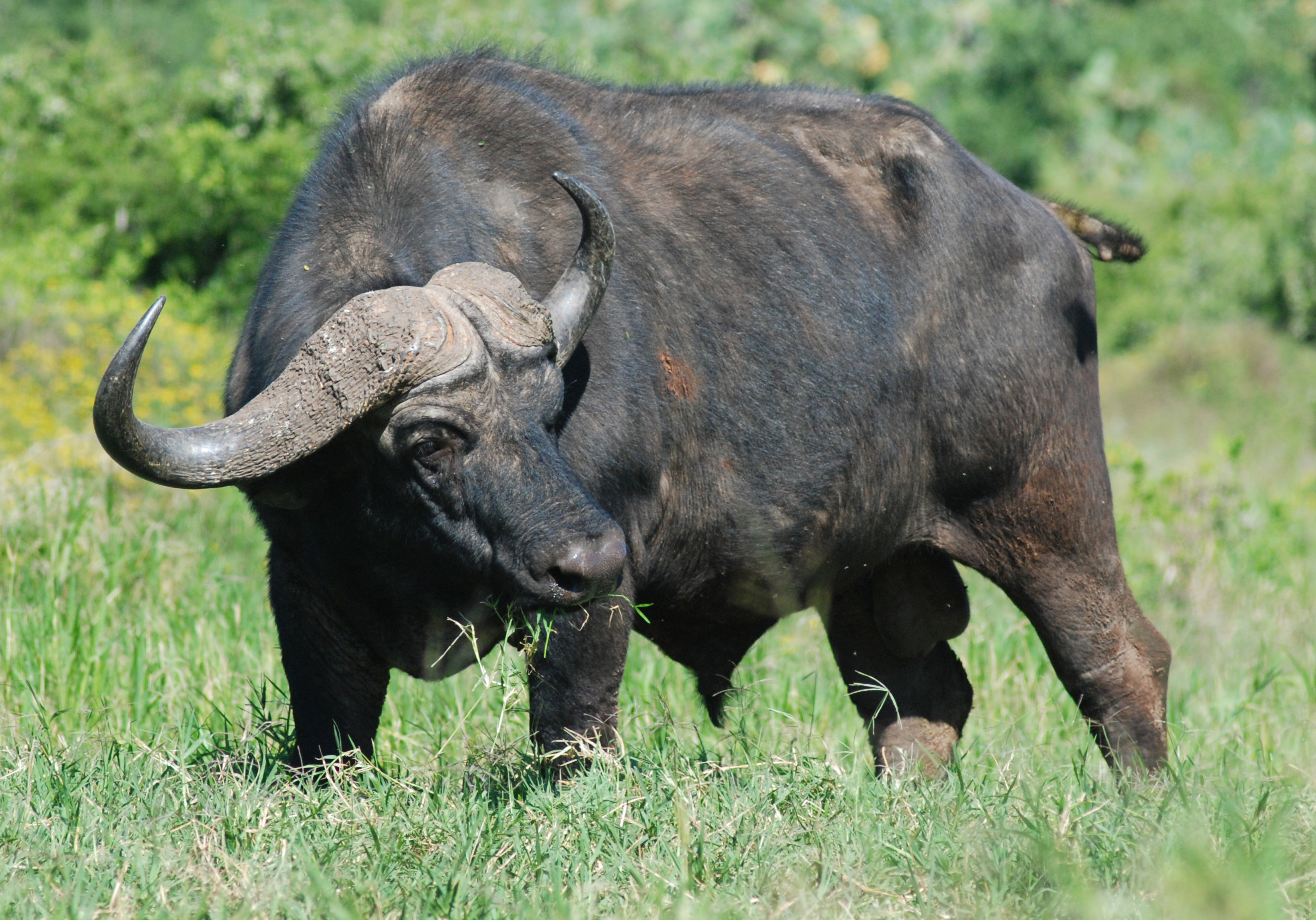
Капський буйвіл
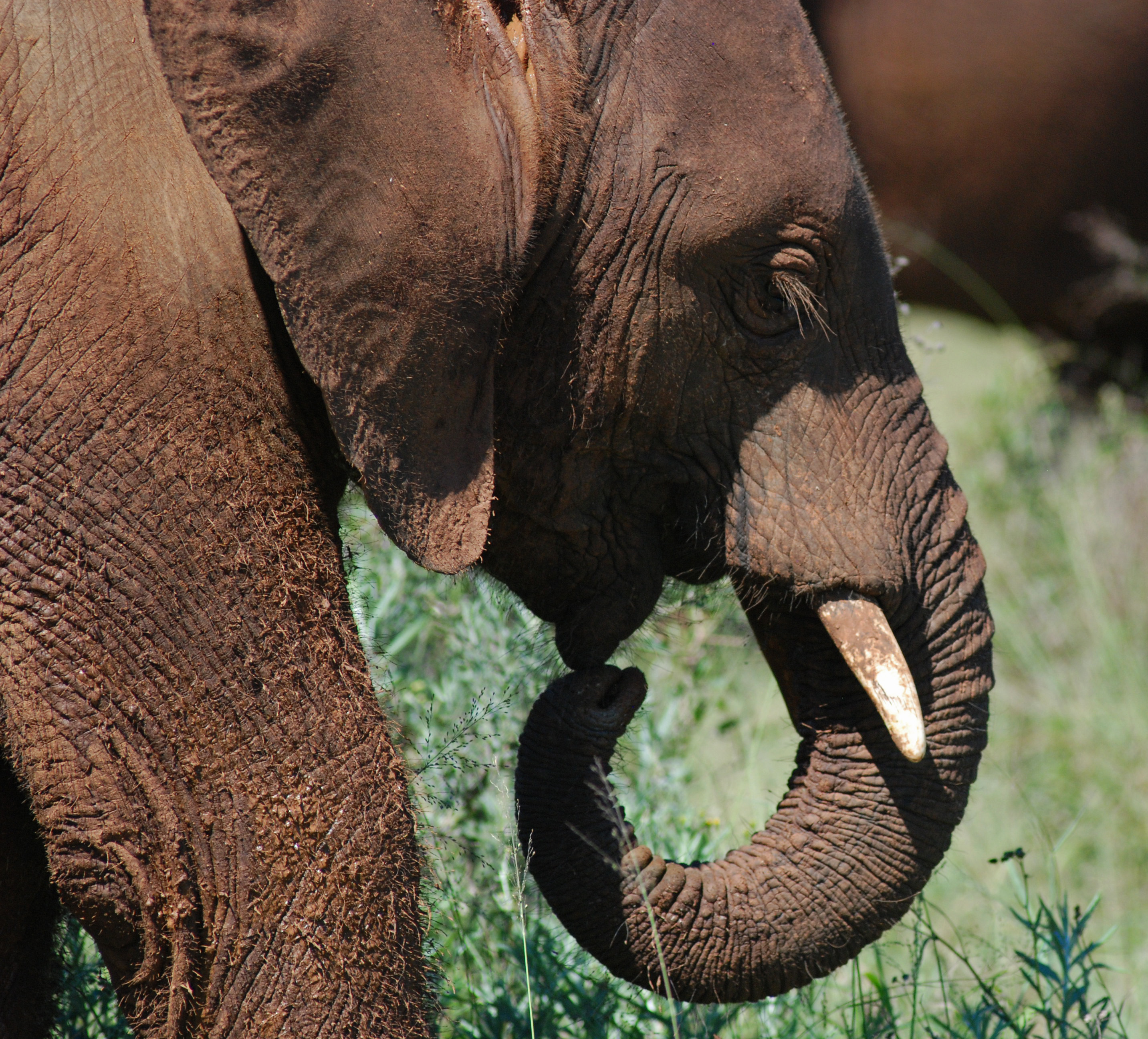
Слоненя
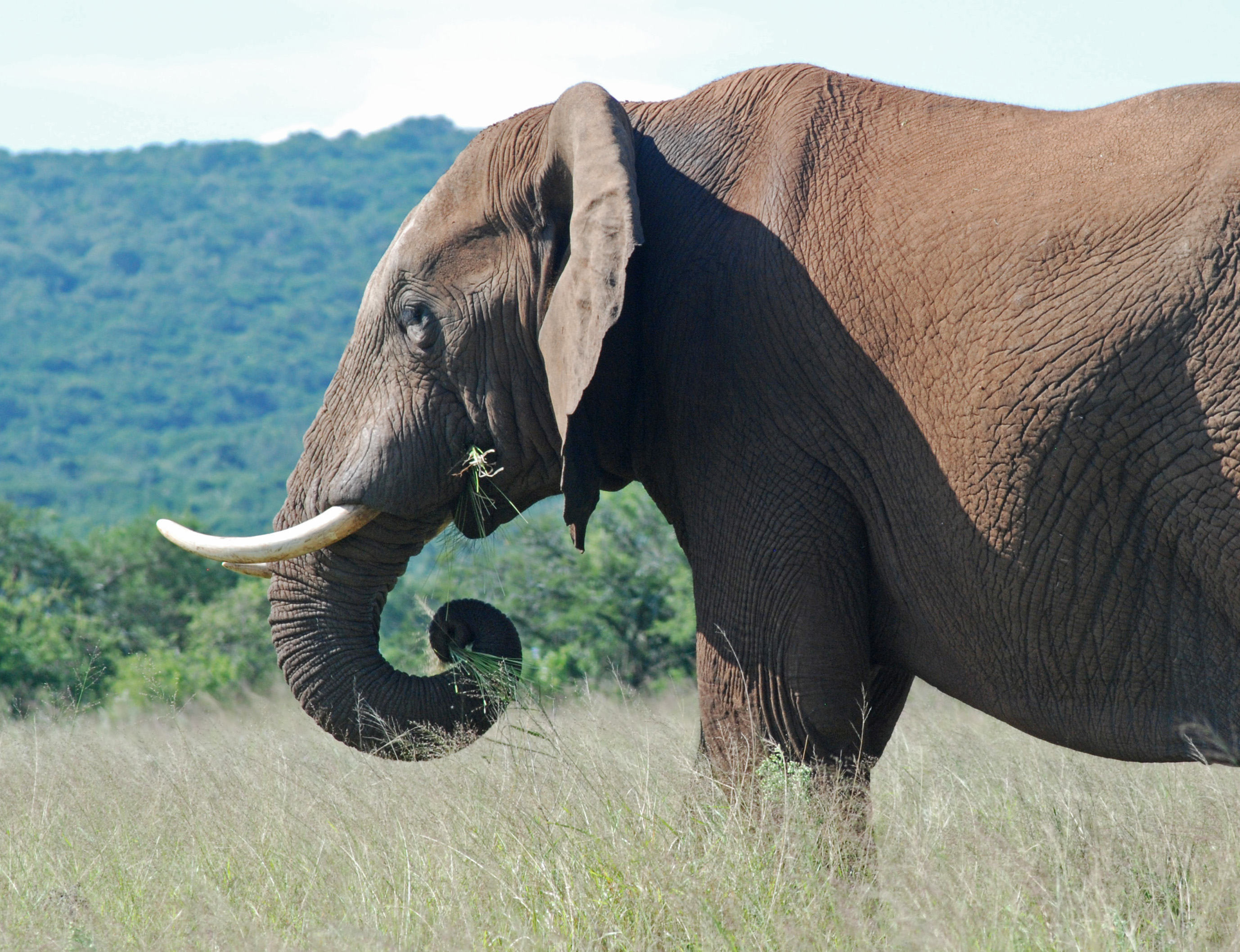
Слон їсть траву
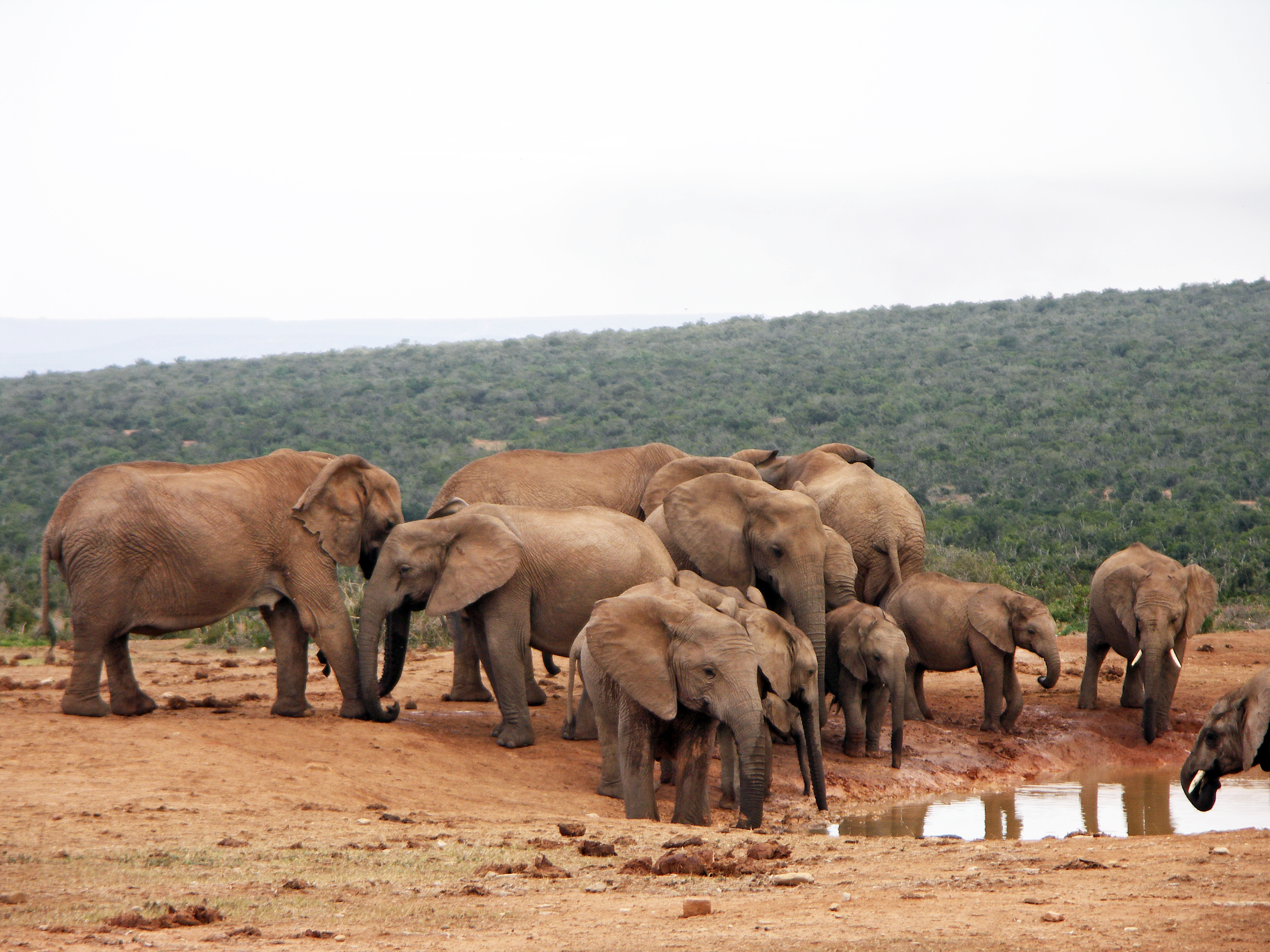
Слони біля водопою
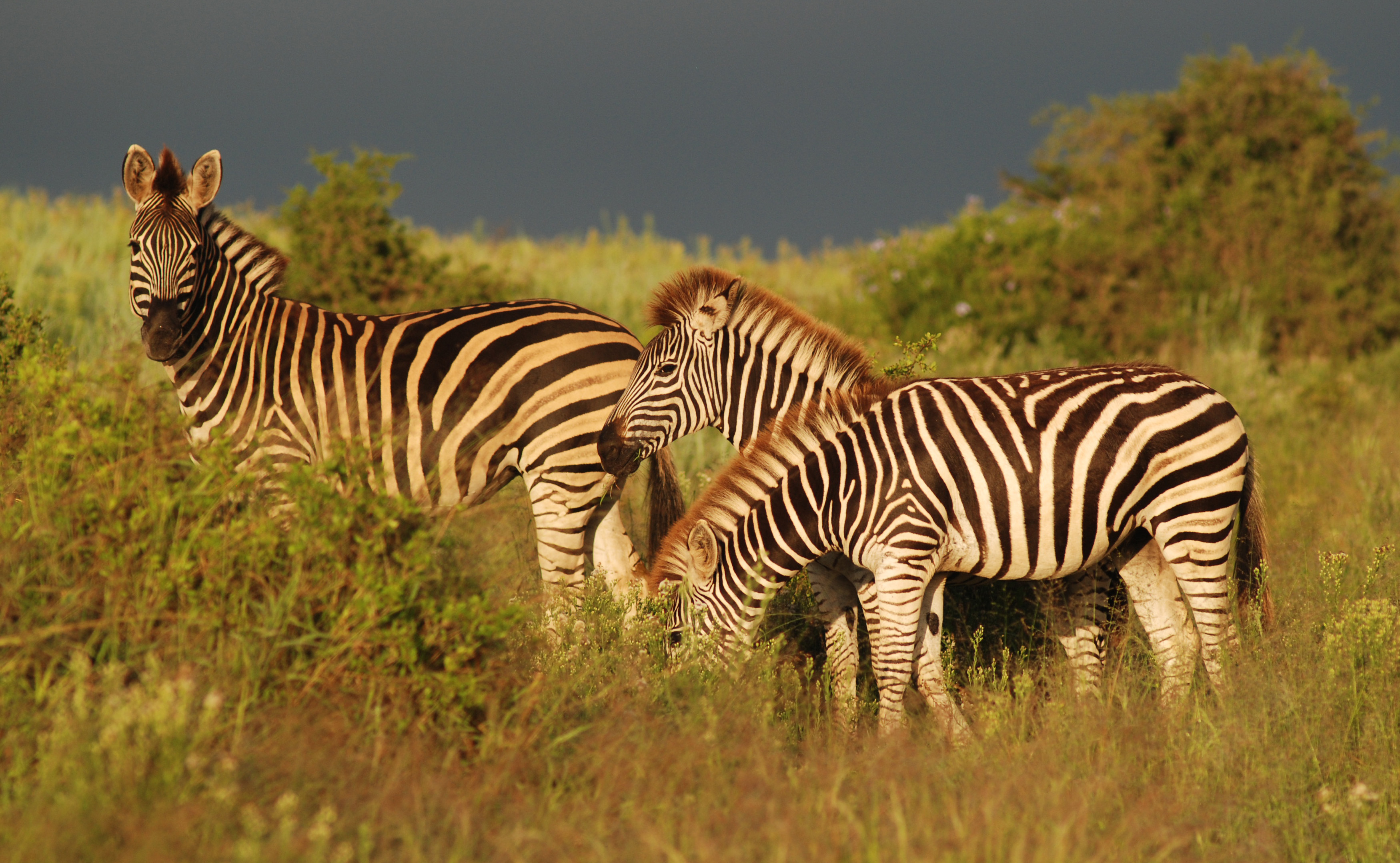
Доросла зебра Берчелла і двоє лошат
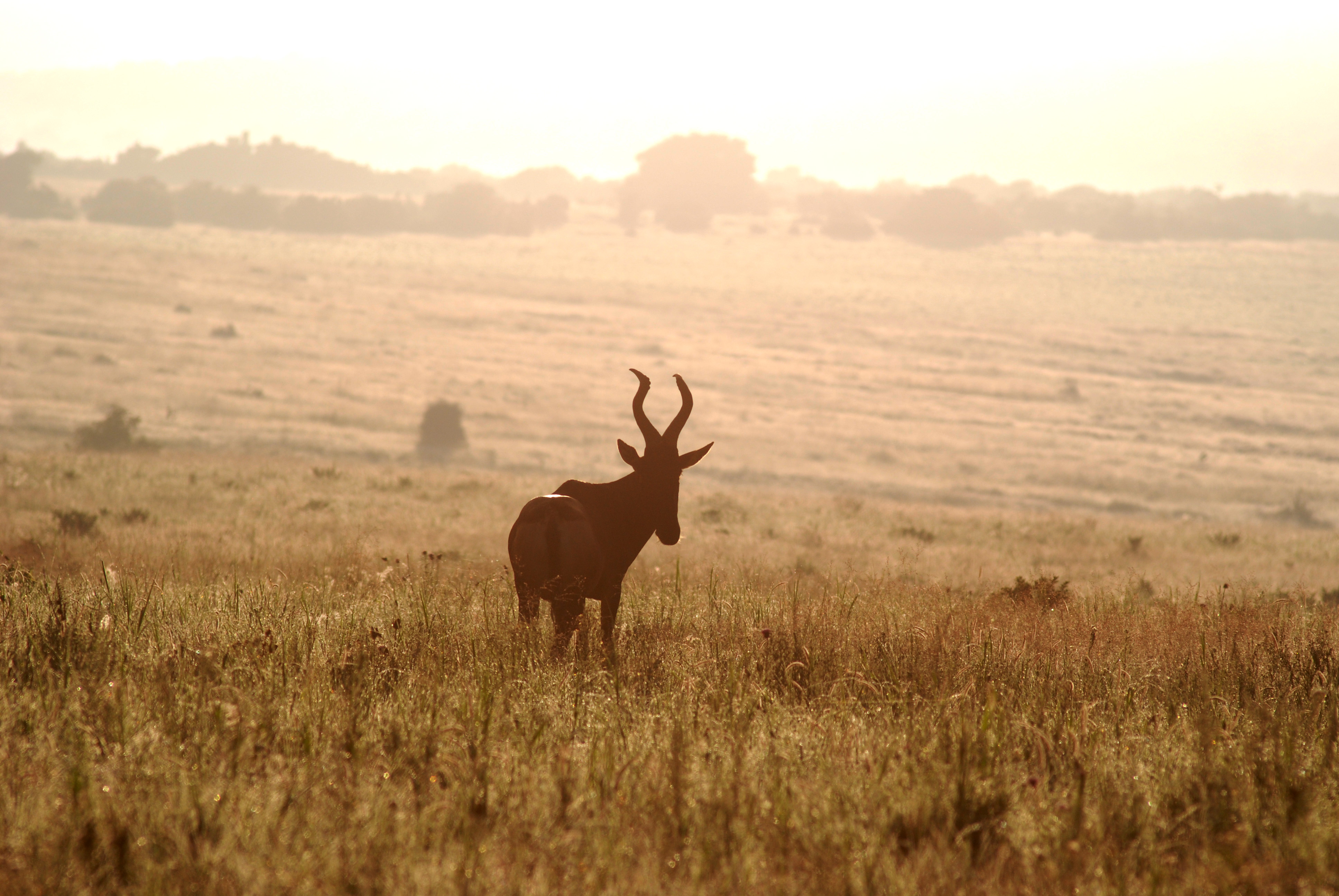
Червоний бубал
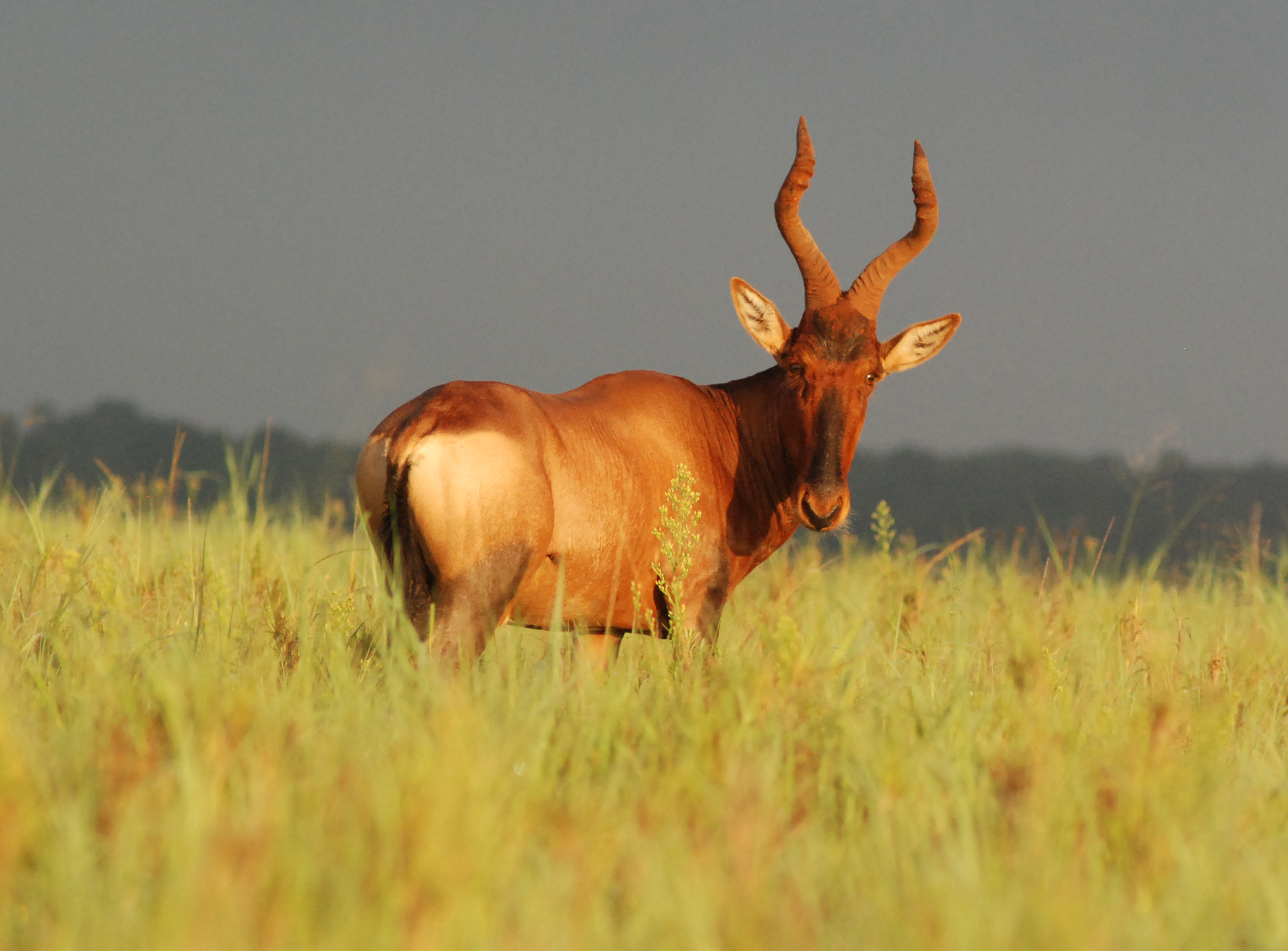
Червоний бубал
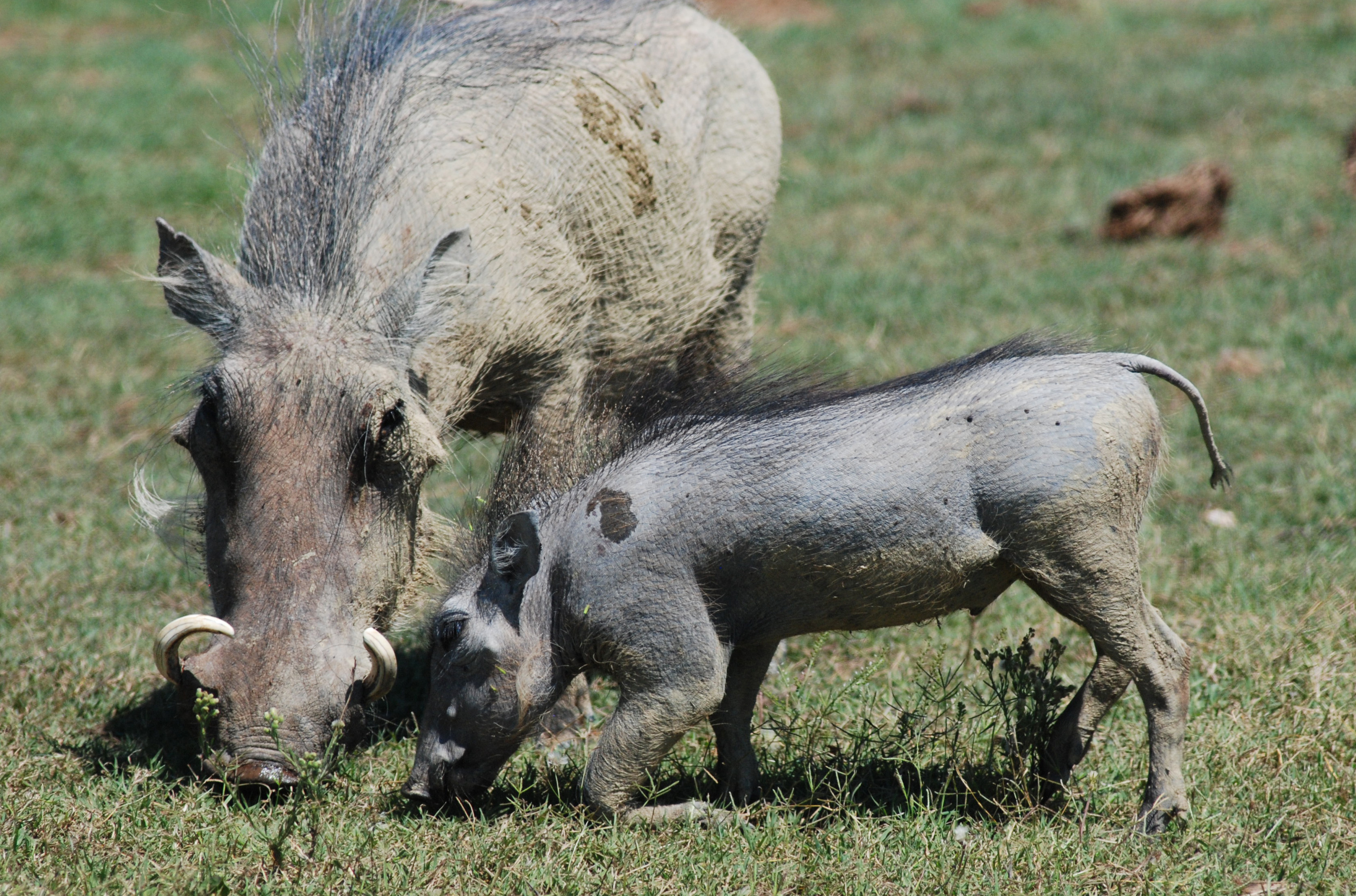
Бородавочники
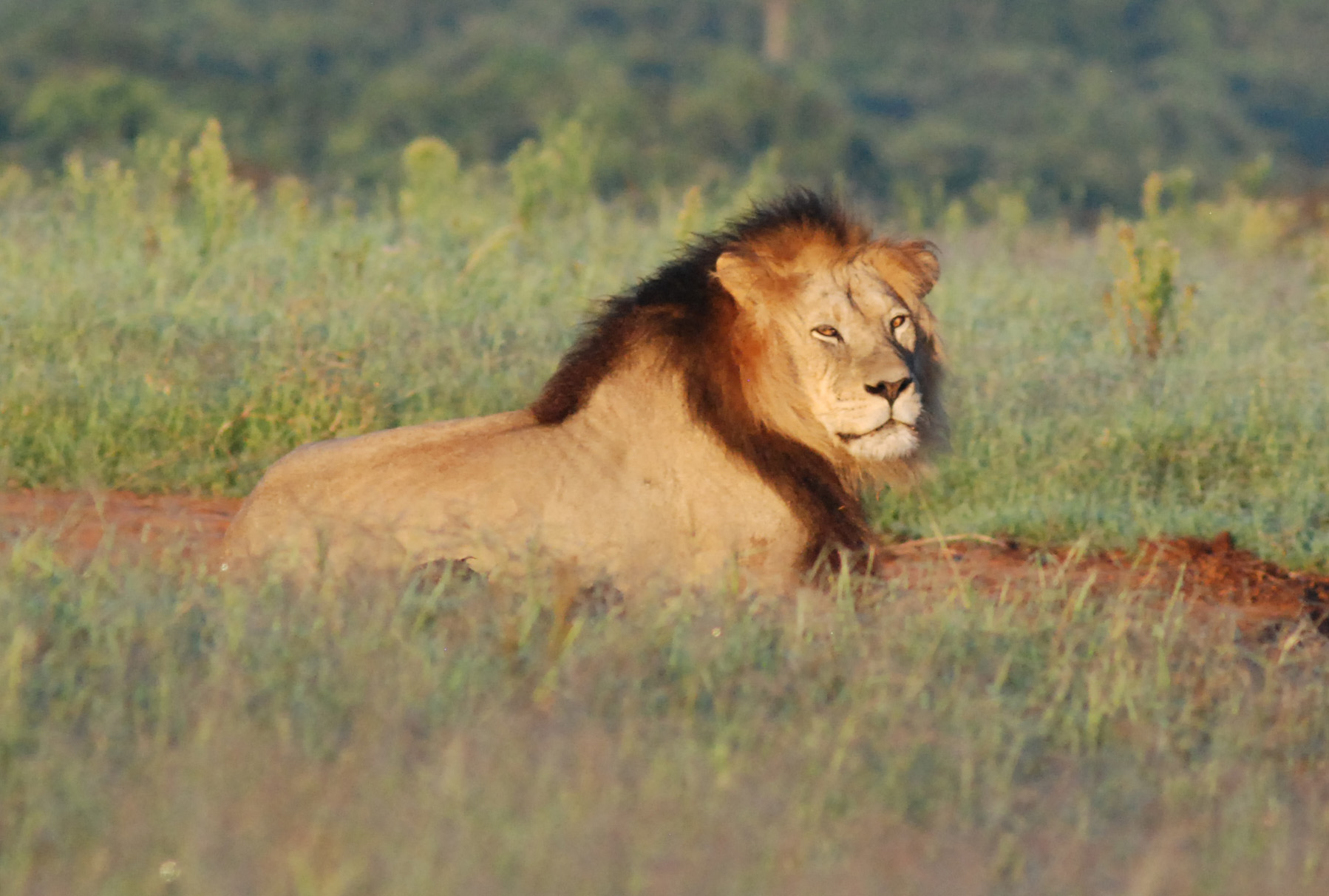
Лев
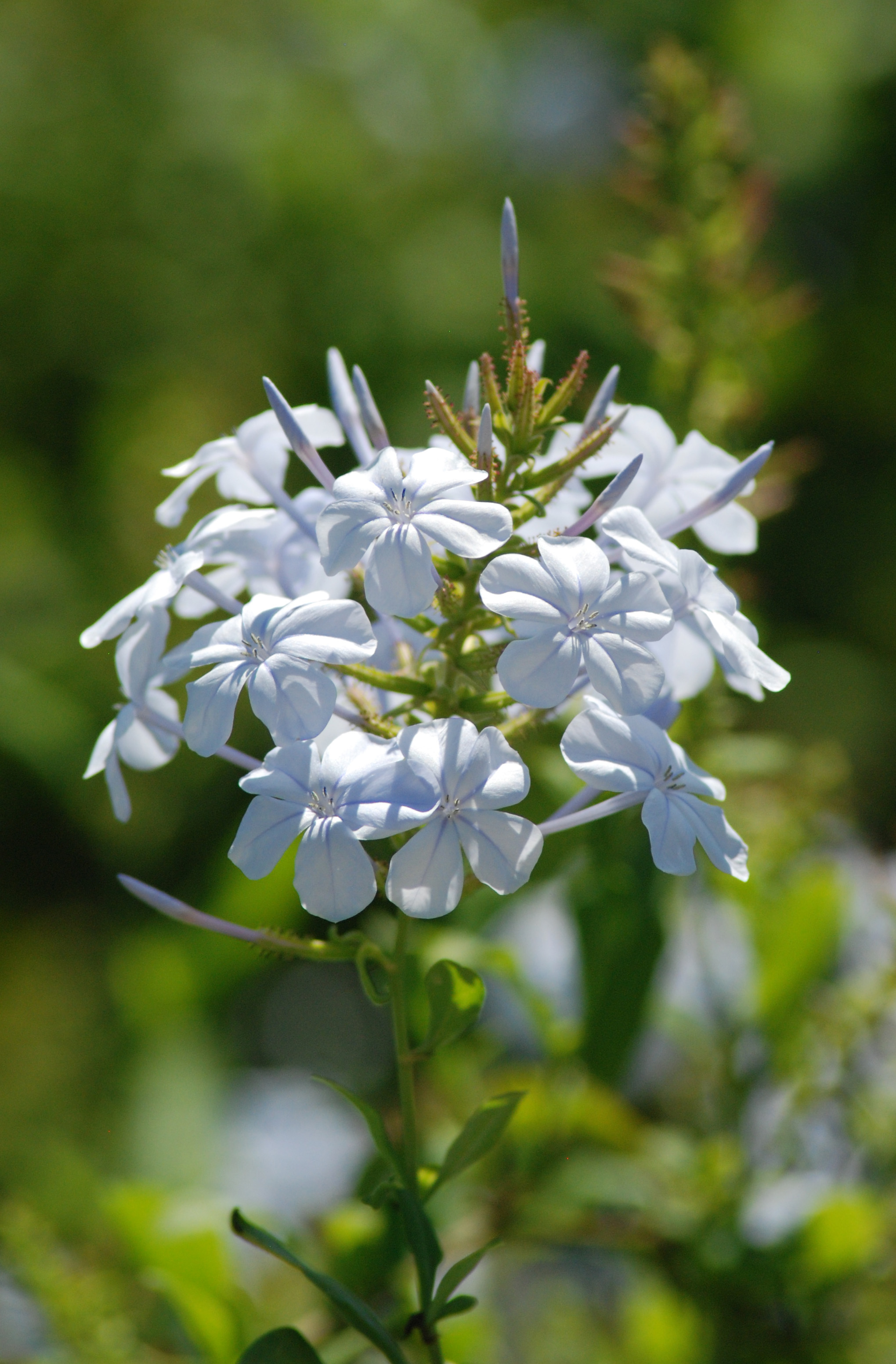
Синій плюмбаго (Plumbago auriculata)